# タイ・ヴァン・トアン
タイ・ヴァン・トアン（ベトナム語：Thái Văn Toản / 蔡文瓚、同慶乙酉年11月22日（1885年12月27日） - 1952年）は、グエン朝ダイナムの官吏。字はティエン・ケー（ベトナム語：Thiện Khê / 善溪）。

## 生涯
クアンチ省ハイラン県の出身。チエウフォン府知府タイ・ヴァン・ブットの子として生誕した。母の阮福爾絲は従善公阮福綿審の九女（明命帝の孫娘）であった。ハノイにある通言場（通訳学校）で教育を受け、その後植民地政府に就職し、在ゲアン公使の参事官（参佐）として勤めた。啓定3年（1918年）、啓定帝より命じられてトゥアンホアに在職となり、鴻臚寺卿に封じられ、御前通事に任命された。啓定4年（1919年）には光禄寺卿に昇進し、啓定5年（1920年）には太常寺卿に昇進した。
啓定7年（1922年）に参知銜に昇進し、啓定帝に同行して訪仏し、護駕文臣として働いた。啓定8年（1923年）にはクアンナム省の布政使に昇進し、巡撫を代行した。この間、1〜2カ月に一度都のトゥアンホアに戻ることを許された。啓定9年（1924年）にはトゥアティエン府府尹の権利を得て、啓定10年（1925年）には承天府尹に正式に就任した。
保大2年（1927年）、タインホア総督に就任した。保大5年正月（1930年2月）に戸部尚書に昇進し、機密院大臣に任命された。保大6年（1931年）には協弁大学士の職務を授かった。保大7年（1932年）にフランスに赴いて、留学していたバオダイ帝を帰国させた。

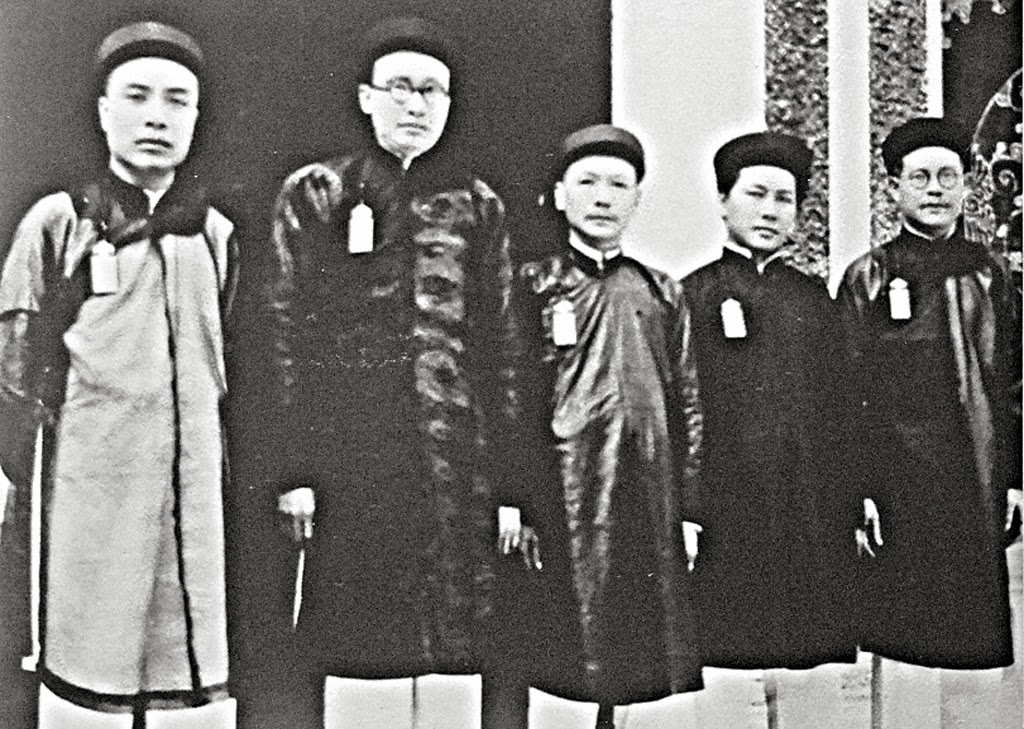
タイ・ヴァン・トアン（1933年、左から3番目）

保大8年（1933年）夏にバオダイ帝は内閣を改革したが、トアンは唯一尚書に留任され、工作部・美術部及び礼儀部尚書に転任し、機密院大臣に就任した。3カ月後には吏部尚書であったゴ・ディン・ジエムが退任したことに際し、閏5月30日（7月22日）に吏部尚書に転任した。
保大13年（1938年）、クイ・ティエン・ナム（ベトナム語：Qui Thiện Nam / 歸善男）に封じられた。
保大17年3月28日（1942年5月12日）に東閣大学士に昇進し、范瓊から吏部尚書を引き継いだ。
1946年にゲアン省に移住し、ベトナム民主共和国の第四連区に顧問として招かれた。1952年、ゲアン省アインソン県バクゴク社において、69歳で没した。

## 家族
妻に尊女氏良錦（戒名はタイン・ティエン（ベトナム語：Thanh Thiện / 清善））が、娘に蔡氏如珪（阮文定の妻）がいた。